# Wauchula
Wauchula település az Amerikai Egyesült Államok Florida államában, Hardee megyében, melynek megyeszékhelye is. Lakosainak száma 4900 fő (2020. április 1.).

## Népesség
A település népességének változása:

| 2010 | 5 001 |
| 2020 | 4 900 |